# Plante tinctoriale

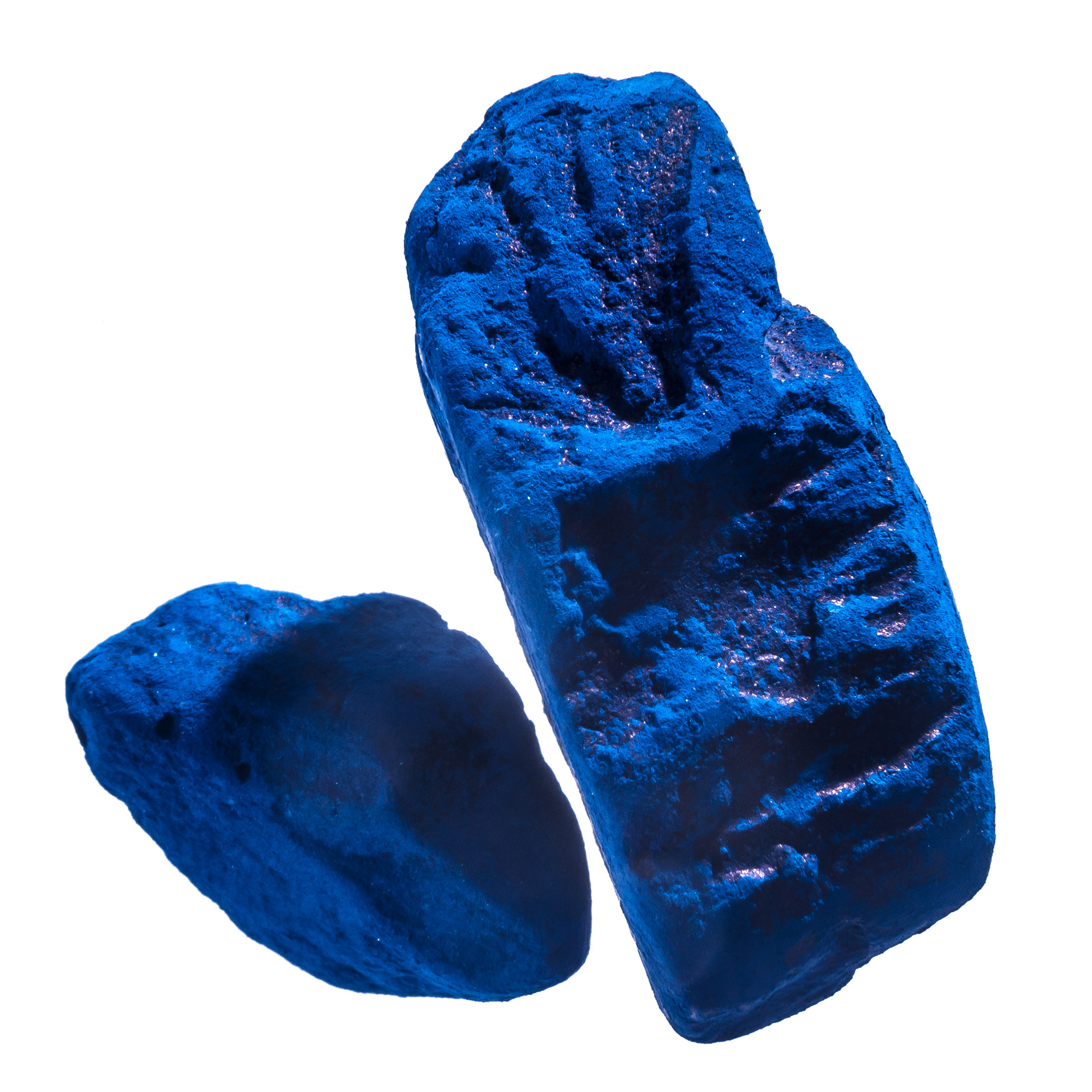
Teinture d'indigo, issue de l'indigotier (Indigofera tinctoria).

Une plante tinctoriale est une plante dont certaines parties peuvent servir à préparer des colorants et des teintures. Celles-ci sont utilisées généralement pour teindre des fibres textiles naturelles (laine, coton, soie…) mais peuvent aussi servir comme colorants alimentaires ou corporels (maquillage ou peintures rituelles).

## Histoire
Des centaines d'espèces de plantes ont été utilisées par l'homme pour teindre les vêtements, certaines depuis la plus haute Antiquité, mais leur usage a presque totalement cessé depuis le début du XXe siècle, avec l'apparition des colorants de synthèse. 
Les principales plantes tinctoriales utilisées en France furent la garance pour le rouge, la guède pour le bleu, la gaude pour le jaune, voire le genêt pour le vert (les quatre « g » si l'on a besoin d'un procédé mnémotechnique). 
En 2025, des archéologues ont découverts à Bruxelles des traces de plantes tinctoriale datant du Xe au XVe siècle,. 
Elles sont utiles pour la biodiversité, certains cherchent même à les réhabiliter. Elles font partie du patrimoine artisanal et industriel ; à ce titre, elles servent au faire-valoir touristique, comme le pastel au pays de Lectoure.